# Kareo
Kareo is een bestuurslaag in het regentschap Majalengka van de provincie West-Java, Indonesië. Kareo telt 1013 inwoners (volkstelling 2010).